# Ulrich Maier (Schriftsteller)
Ulrich Maier (* 4. Januar 1951 in Karlsruhe) ist ein deutscher Pädagoge, Landeskundler und Schriftsteller.

## Leben
Ulrich Maier wuchs in Heilbronn auf und besuchte dort das Theodor-Heuss-Gymnasium. Von 1969 bis 1974 studierte er Geschichte, Literatur- und Sprachwissenschaft an der Universität Stuttgart, u. a. bei den Professoren Eberhard Jäckel, August Nitschke, Fritz Martini und Käte Hamburger.
Von 1976 bis 2011 unterrichtete er am Justinus-Kerner-Gymnasium Weinsberg und wirkte dort von 1984 bis 2011 als Studiendirektor und Abteilungsleiter für den sozialwissenschaftlichen Bereich. 1983 wurde er für das Projekt Spuren römischen Lebens im Raum Heilbronn mit dem Preis der Stiftung Humanismus Heute des Landes Baden-Württemberg ausgezeichnet.  Ab 1984 war er Landeskundebeauftragter des Ministeriums für Kultus, Jugend und Sport Baden-Württemberg. Von 2004 bis zu seiner Pensionierung 2011 leitete er den Arbeitskreis Landeskunde und Landesgeschichte im Regierungsbezirk Stuttgart, von 2005 bis 2016 auch die Redaktion der pädagogischen Zeitschrift Projekte Regional. Er ist Mitglied der Jury zur Verleihung des Justinus-Kerner-Preises der Stadt Weinsberg.

### Werke
Von Ulrich Maier liegen zahlreiche Publikationen zur baden-württembergischen Landesgeschichte vor: Sachbücher, historische Romane sowie wissenschaftliche und fachdidaktische Aufsätze in Sammelwerken, Fachzeitschriften und Internetportalen. Daneben schreibt er auch zeitkritische, satirische Kriminalromane.

## Buchveröffentlichungen (Auswahl)
- Sagen erzählen Geschichte. Durch Kultur und Zeit. Entdeckungsreise im Unterland. Verlag D’r Pfiff, Weinsberg 1991.
- Wer Freiheit liebt… Theobald Kerner. Dichter, Zeitkritiker und Demokrat. Jahrbuch Verlag, Weinsberg 1992.
- Als Baden noch in Schwaben lag und Stuttgart badisch war. Sagen in Baden-Württemberg und ihre historischen Hintergründe. Theiss Verlag, Stuttgart 1993. ISBN 3-8062-1071-3.
- Siedlungsgeschichte des Unterlandes. Von der Steinzeit bis heute (= Schriften des Landkreises Heilbronn. Band 4). Heilbronn 1997.
- Weinsberg. Durch das Weinsberger Tal in die Löwensteiner Berge. Medien Verlag Schubert, Hamburg 1998 (Sachbuch).
- Till Tanner und das Geheimnis der Zeit. Jahrbuch Verlag, Weinsberg 2001 (Jugendbuch).
- Fremd bin ich eingezogen… Zuwanderung und Auswanderung in Baden-Württemberg. Bleicher Verlag, Gerlingen 2002 (Sachbuch).
- Das Geheimnis der schwarzen Löwen. Silberburg-Verlag, Tübingen 2011 (Historischer Roman).
- Schätze der Vergangenheit. Archäologie erleben in Baden-Württemberg. G. Braun Verlag, Karlsruhe 2013 (Jugendsachbuch).
- Die Seelenverkäufer im Neckartal. Wellhöfer Verlag, Mannheim 2014 (Historischer Roman).
- Gift im Brezelteig. Gmeiner Verlag, Meßkirch 2015 (Kriminalroman).
- Flucht aus dem Neckartal. Wellhöfer Verlag, Mannheim 2016 (Historischer Roman).
- Trollinger mit Schuss. Wellhöfer Verlag, Mannheim 2018 (Kriminalroman).
- Waldenserblut. Silberburg Verlag, Tübingen 2019 (Historischer Roman).
- Ich will nicht nach Amerika! Wellhöfer Verlag, Mannheim 2020 (Historischer Roman).
- Ludwig Pfau. Der vorbestrafte Ehrenbürger . Günther Emigs Literaturbetrieb, Niederstetten, 2021 (Romanbiografie).
- Zeitreise Heilbronn. Silberburg Verlag, Tübingen 2021 (Sachbuch).
- Zeitreise Heilbronner Land. Silberburg Verlag, Tübingen 2022 (Sachbuch).
- Baden-Württemberg im Mittelalter. Silberburg Verlag, Tübingen 2022 (Sachbuch).
- Die Römerzeit in Baden-Württemberg. Silberburg Verlag, Tübingen 2023 (Sachbuch).
- Zeitreise Hohenlohe. Silberburg Verlag, Tübingen 2024 (Sachbuch).
- Der Bauernkrieg in Baden-Württemberg. Silberburgverlag, Tübingen 2024 (Sachbuch).